# Rusk Institute of Rehabilitation Medicine
Pour les articles homonymes, voir Rusk.
Le Rusk Institute of Rehabilitation Medicine (Institut Rusk pour la médecine de rééducation), situé au no 400 de la 34e rue Est de l'arrondissement de Manhattan à New York, est une composante du centre médical de l'Université de New York qui est sous la responsabilité administrative du Département de médecine physique et de réadaptation de la New York University School of Medicine.
Cet institut est nommé en l'honneur de son fondateur, le Dr. Howard A. Rusk (1901-1989). Le Rusk Institute est le plus important centre universitaire dédié entièrement aux soins, ainsi qu'à la recherche et à la formation sur la rééducation.